# Vladimir Megre
Vladimir Megre (ru. Владимир Николаевич Мегре) (n. 23 iulie 1950, Regiunea Cernigău din nordul Ucrainei) este un scriitor de limba rusă, un antreprenor siberian din Novosibirsk și fondator al mișcării „Anastasia” / „Cedrii sunători (ai Rusiei)”.

## Biografie
La începutul anului 1994, Vladimir Megre a închiriat trei nave cu care a organizat o expediție pe fluviul Obi, de la Novosibirsk până la Salehard și retur, pentru a inaugura raporturi economice cu regiunile din nordul îndepărtat al Siberiei. În timpul acestei expediții o întâlnește pe Anastasia cu care poartă un dialog timp de câțiva ani în urma căruia scrie seria de cărți Cedrii Sunători ai Rusiei. O explicație a acestei denumiri o dă autorul - cedrul este pomenit în Biblie de 42 de ori, mai exact în Vechiul Testament. Dintre toți copacii, în Levitic 14.4 (cartea a 3-a a lui Moise), cedrul este recomandat oamenilor de către Dumnezeu pentru proprietățile sale de vindecare și dezinfectare.

## Despre cedrul sunător

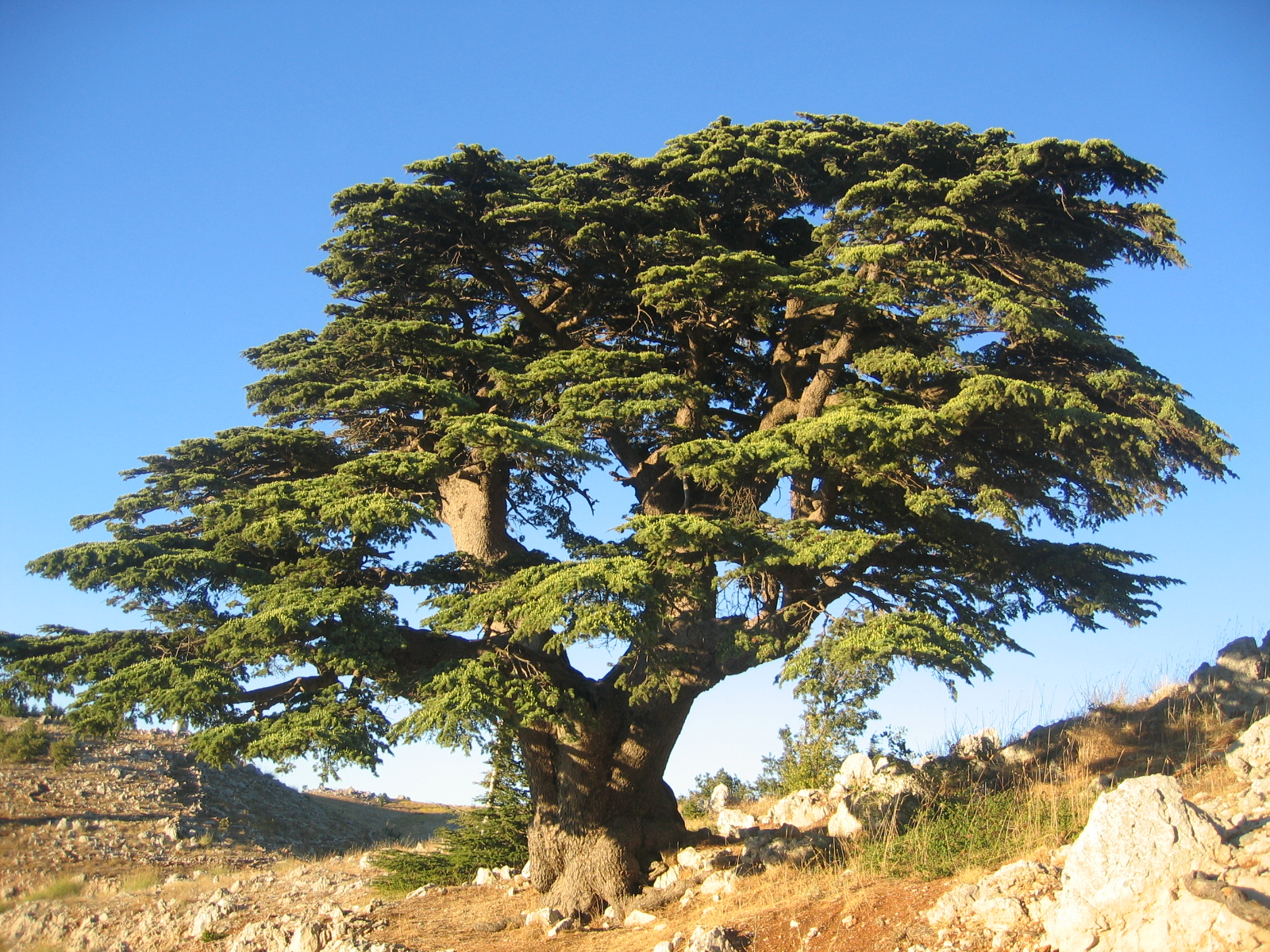
Cedru din Liban

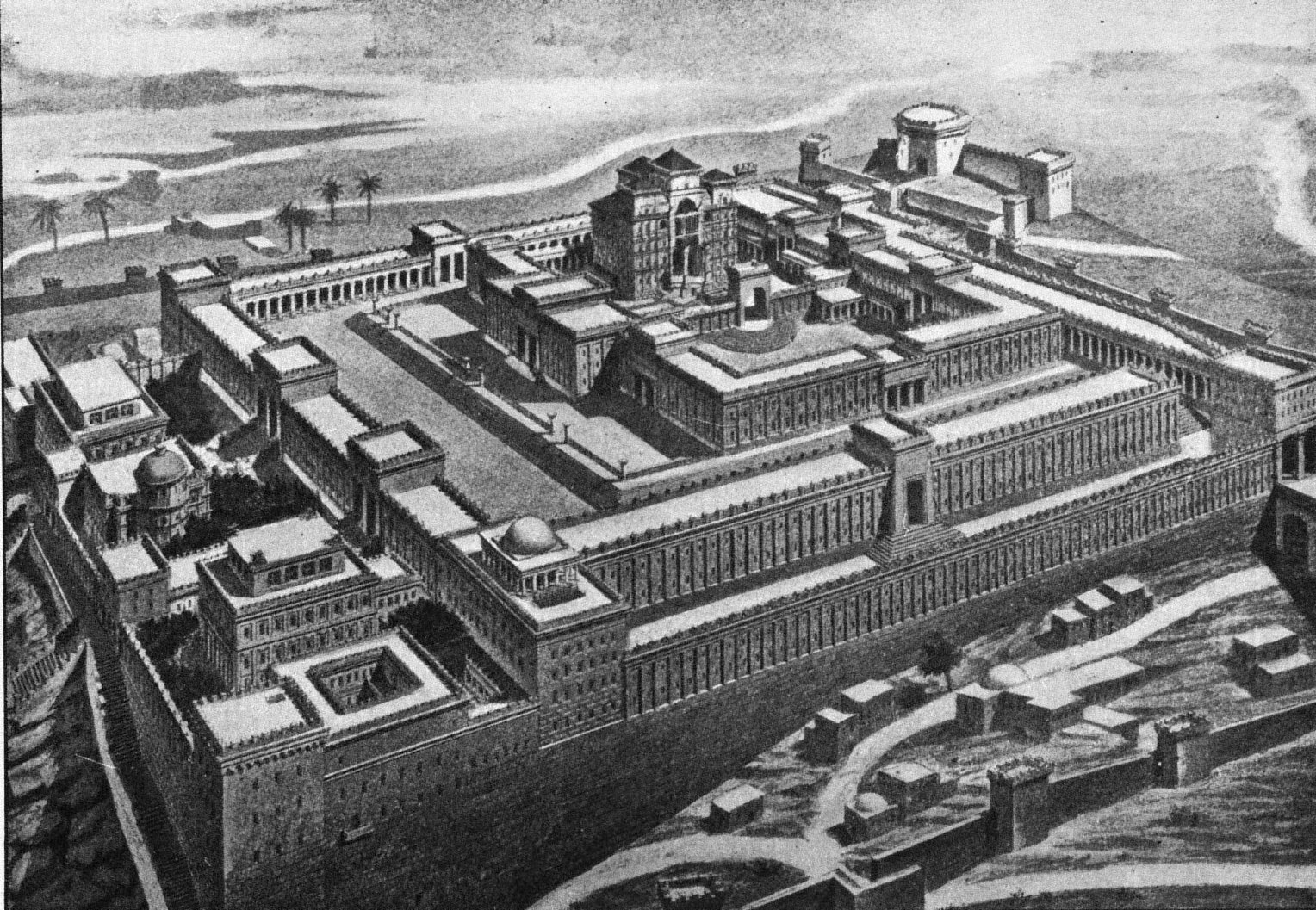
Templul lui Solomon construit din lemn de cedru

În cărțile sale Vladimir Megre detaliază unele proprietăți știute sau nu ale cedrului, în special al cedrului sunător din Siberia.
Astfel el afirmă că cedrul din nord este superior calitativ celui din regiunile meridionale. Cedru trăiește 550 ani și poate atinge înălțimi de peste 40 m.
Copacul prezintă proprietăți curative, din lemn se fabrică mobilier sau cutii de rezonanță pentru instrumente muzicale. Frunzele cedrului au miros plăcut dar și balsamic. O bucățică din lemn de cedru în casă alungă moliile.
Vladimir Megre relatează că în 1792 academicianul Peter Simon Pallas știa că frunzele de cedru consumate măresc potența masculină și rezistența organismului la diverse boli.
Grigori Rasputin a crescut în Siberia, într-o zonă cu cedrii sunători. La 50 de ani el își petrecea viața în orgii într-un ritm pe care un om normal nu-l poate susține.
Aleksandr Karelin, marele campion mondial și olimpic, a crescut tot într-o zona asemănătoare.
Regele Solomon și-a construit templul din cedru. El a oferit 20 orașe regelui Keron pentru lemn și, atenție, pentru oameni care știau să taie copacii.

## Mișcarea socială
În urma apariției primelor cărți din seria ”Cedrii sunători ai Rusiei”(1994) s-a pornit o serioasă mișcare socială cu același nume, care s-a răspândit în doar câțiva ani în mai multe țări, cu scopuri care pornesc de la a construi locuințe strămoșești pe 1 Ha de pământ, adică un fel de comunități ecologice (eco-village), până la a trăi după îndeletniciri ale oamenilor primordiali, despre care se spune că ar fi posedat calități fizice sau spirituale cu mult peste ceea ce cunoaștem în era de acum, când, datorită detașării treptate a civilizației actuale de acea conexiune cu natura făcută într-un mod sacru și conștient, s-au slăbit din aceste puteri pe care ființa umană le posedă în mod natural. 
Aceste îndeletniciri sunt legate în principal de așa numita hrănire ancestrală (mod de hrănire bazat pe nutriție 100% naturală combinată cu o conectare de tip spiritual între membrii familiei și grădină/gospodărie), despre educarea copiilor mai ales acasă, despre o nouă metodă de organizare socială, despre construcția gospodăriilor în mod inteligent și auto-sustenabil, printre altele.  
Deși această mișcare prezintă subiecte pe care o bună majoritate le-au privit într-un mod îndoilenic (din lipsa predării în masă a acestor învățături ce datează de peste 5000 de ani), ideea de a construi case ancestrale este susținută de Dmitri Medvedev, generalul Anatoly Kvashnin, Aman Tuleyev, Yablokov Alexei, Mihailov Alexandru sau Mihail Zadornov.